# Westsachsenstadion
Il Westsachsenstadion (letteralmente in italiano Stadio della Sassonia occidentale) è uno stadio polifunzionale sito nella città tedesca di Zwickau, in Sassonia. Dal punto di vista calcistico, ha ospitato dal 1942 al 2010 le gare casalinghe della principale squadra cittadina, il FSV Zwickau.

## Storia

### Dalle origini alla chiusura

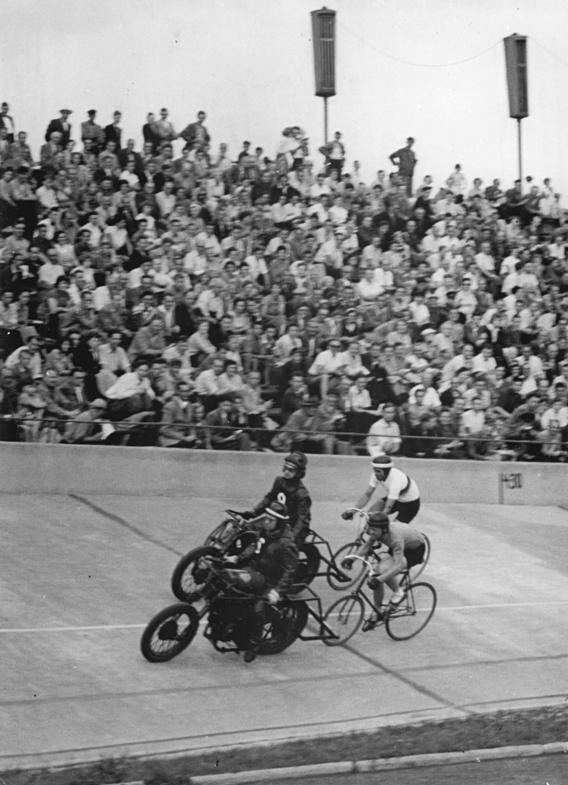
Una competizione derny al Westsachsenstadion, nel 1957.

Lo stadio sorge nella parte meridionale del territorio cittadino di Zwickau, precisamente nel quartiere di Schedewitz.
La costruzione fu avviata nel 1937 su un terreno che precedentemente ospitava una discarica e una centrale a carbone; nel 1940 venne completata la torre (costituente l'ingresso principale dell'impianto) e nel giro di due anni (nonostante la concomitante seconda guerra mondiale) lo stadio poté essere inaugurato, il 20 agosto 1942, assumendo la denominazione Südkampfbahn.
Nel 1949 lo stadio fu intitolato al politico bulgaro Georgi Dimitrov, assumendo così il nome di Georgi-Dimitroff-Stadion; in seguito il consiglio comunale di Zwickau deliberò di mutare ulteriormente la denominazione in Westsachsenstadion.
L'impianto era concepito per un uso polisportivo: attorno al rettangolo erboso si sviluppava infatti una pista di atletica leggera ed un velodromo in cemento. Gli spalti potevano inizialmente accogliere fino a 25 000 spettatori, ma furono via via ampliati fino a 50 000 posti.
Gli afflussi più elevati di pubblico si registrarono in occasione della partecipazione del Sachsenring Zwickau (che dal 1949 al 1982 militò ininterrottamente in DDR-Oberliga) alla Coppa delle Coppe 1975-1976. Nel 1984 anche la nazionale di calcio della Germania dell'Est disputò una gara amichevole al Westsachsenstadion, sconfiggendo per 1-0 la Grecia davanti a 2500 spettatori.
Negli anni 1980 la carenza di fondi non consentì più di effettuare una manutenzione completa all'impianto, obbligando a dismettere il velodromo e la pista di atletica, che vennero parzialmente smantellati e coperti con tribune provvisorie. Dopo la riunificazione tedesca il Borussia Dortmund - dato il rapporto di gemellaggio vigente tra le città di Dortmund e Zwickau - contribuì economicamente all'installazione delle torri faro per l'illuminazione notturna dell'impianto, il cui degrado tuttavia continuò ad accentuarsi, complice l'ulteriore riduzione dei finanziamenti per la manutenzione.
Nel 2010 lo stadio venne chiuso alle attività sportive, in vista di un intervento di ristrutturazione

### Ristrutturazione
L'iniziale progetto di ristrutturazione dell'impianto, il cui completamento era previsto entro il 2014, prevedeva la ricostruzione degli spalti a ridosso del terreno di gioco (con eliminazione delle ultime vestigia del velodromo e della pista d'atletica), la ristrutturazione della torre centrale, la creazione di ingressi separati per le tifoserie ospiti e la stabilizzazione della capienza massima a 15 000 spettatori. In tal modo lo stadio avrebbe ottemperato agli standard infrastrutturali imposti dalla DFB. Il costo complessivo dei lavori fu stimato in 15 milioni di euro.
Verso il mese di settembre 2011 emerse tuttavia che i lavori avrebbero comportato interventi molto consistenti sulle infrastrutture, che avrebbero fatto lievitare il costo della ristrutturazione, attestandolo tra i 20 e i 30 milioni di euro. Il consiglio comunale di Zwickau deliberò pertanto il blocco del progetto; il sindaco in carica Pia Findeiß dichiarò che una tale cifra sarebbe stata sufficiente anche per costruire un nuovo stadio ex novo. Si decise pertanto di trasformare lo stadio in uno spazio polifunzionale, atto ad ospitare varie discipline sportive ed eventi pubblici ad alto afflusso di pubblico.
I lavori di ristrutturazione (che costarono complessivamente 5,5 milioni di euro) si conclusero nell'agosto 2013 e il 6 settembre successivo il "nuovo" Westsachsenstadion fu inaugurato. In luogo del vecchio manto erboso fu installato un campo di gioco in erba sintetica misurante 64×94 m. In corrispondenza dei lati corti del perimetro furono realizzati due piccoli campi da basket e pallavolo in materiale sintetico, mentre in corrispondenza del tracciato del velodromo fu realizzata una pista asfaltata lunga 400 m. Gli spalti vennero totalmente smantellati, preservando tuttavia il terrapieno erboso che li sorreggeva. La capienza massima stimata del nuovo impianto è pari a 5000 persone.
A seguito della dismissione dell'impianto, il FSV Zwickau ha stabilito provvisoriamente il proprio terreno casalingo allo Sportforum Sojus 31, per poi stabilirsi nel nuovo Stadion Zwickau a partire dal 2016.